# Yūto Nagatomo
Yūto Nagatomo (jap. 長友 佑都, Nagatomo Yūto; * 12. September 1986 in Saijō) ist ein japanischer Fußballnationalspieler.

## Vereinskarriere
Yūto Nagatomo hatte in seiner Jugend in Mannschaften seiner Schulen und ab 2005 im Team der Meiji-Universität gespielt, bevor ihn 2007 der FC Tokio unter Vertrag nahm. Seit 2008 war der Außenverteidiger dort Stammspieler in der J1 League. Sein größter Erfolg mit der Mannschaft war 2009 der Gewinn des Ligapokals.
Im Juli 2010 wechselte er für ein Jahr auf Leihbasis zum damaligen Serie-A-Aufsteiger AC Cesena nach Italien. Dem Verein wurde zudem eine Option zur dauerhaften Verpflichtung zugesichert. Am 28. Januar 2011 nahm Cesena diese Option wahr. Drei Tage später wurde Nagatomo für die Rückrunde der Saison 2010/11 an den damaligen Meister Inter Mailand ausgeliehen. Cesena erhielt im Gegenzug Verteidiger Davide Santon als Leihgabe. Nach überzeugenden Auftritten für Inter wurde Nagatomo fest verpflichtet. Am 5. Januar 2013 verlängerte er seinen Vertrag bis Juni 2016.
Im November 2013 wurde Nagatomo zu Asiens internationalem Spieler des Jahres gewählt und setzte sich dabei gegen Keisuke Honda und Son Heung-min durch.
Am 23. März 2014 absolvierte Nagatomo sein 100. Ligaspiel für Inter Mailand. Am letzten Tag der Wintertransferperiode 2018 wurde Nagatomo an Galatasaray Istanbul verliehen. In der Rückrunde kam Nagatomo zu 15 Einsätzen und wurde mit Galatasaray türkischer Meister. Inter Mailand gab am 30. Juni 2018 seinen endgültigen Abgang zu Galatasaray bekannt. Galatasaray bezahlte für den japanischen Außenverteidiger eine Ablöse ihn Höhe von 2,5 Millionen Euro. Nagatomo wurde mit Galatasaray zweimal türkischer Meister und einmal türkischer Pokal- und Supercupsieger. In 47 Ligaspielen erzielte der Japaner zwei Tore. Im Sommer 2020 wurde sein auslaufender Vertrag nicht verlängert.
Am 31. August 2020 unterschrieb der Japaner einen Vertrag beim französischen Erstligisten Olympique Marseille. Für den Verein aus Marseille absolvierte er 25 Erstligaspiele. Nach Ende der Saison wurde sein Vertrag nicht verlängert.
Im September 2021 kehrte er nach Japan zurück. Hier schloss er sich seinem ehemaligen Verein FC Tokyo an.

## Nationalmannschaft
Nach wenigen Monaten beim FC Tokio gab Nagatomo sein Debüt in der japanischen Nationalmannschaft am 24. Mai 2008 gegen die Auswahl der Elfenbeinküste. Im selben Jahr nahm er mit Japan am Olympiaturnier teil. Er etablierte sich schnell im Nationalteam. Bei der erfolgreichen Qualifikation zur WM 2010 in Südafrika kam er sechsmal zum Einsatz. Als Stammspieler im Kader der Japaner absolvierte er alle drei Vorrundenspiele und das Achtelfinale, in dem die japanische Auswahl gegen die paraguayische Nationalmannschaft im Elfmeterschießen ausschied.
Im Januar 2011 nahm Nagatomo mit der japanischen Auswahl an der Asienmeisterschaft in Katar teil. Er absolvierte alle sechs Spiele seiner Mannschaft und bereitete das Tor zum 1:0-Finalsieg über die australische Nationalmannschaft vor.
Bei der WM 2014 kam er in den drei Gruppenspielen zum Einsatz und schied mit seiner Mannschaft nach Niederlagen gegen die Elfenbeinküste (1:2) und Kolumbien (1:4) sowie einem torlosen Remis gegen Griechenland nach der Gruppenphase aus.
Bei der  Asienmeisterschaft 2015 in Australien erreichte er mit seiner Mannschaft das Viertelfinale, wo sie im Elfmeterschießen gegen die Fußballnationalmannschaft der Vereinigten Arabischen Emirate verloren.
In der Qualifikation  für die WM 2018 konnten sich die Japaner als dritte Mannschaft nach dem automatisch qualifizierten Gastgeber qualifizieren. Am  10. November 2017 bestritt er beim Freundschaftsspiel gegen Brasilien sein 100. Länderspiel.
Bei der WM in Russland konnten die Japaner als erste Mannschaft aufgrund der Fairplay-Regel das Achtelfinale erreichen, schieden dort aber gegen Belgien aus. Nagatomo kam in allen vier Spielen zum Einsatz.
Bei der  Asienmeisterschaft 2019 in den Vereinigten Arabischen Emiraten erreichte er mit seiner Mannschaft wieder das Finale, verlor dieses aber mit 1:3 gegen Katar.

## Titel und Erfolge
- Japanischer Pokal: 2009
- Asienmeisterschaft: 2011
- Italienischer Pokal: 2011
- Türkischer Meister: 2017/18, 2018/19
- Türkischer Pokalsieger: 2018/19
- Türkischer Fußball-Supercupsieger: 2019